# Los causahabientes, de Carabobo a Puntofijo
Los causahabientes, de Carabobo a Puntofijo (llamado posteriormente De Carabobo a Puntofijo, los causahabientes) es el último libro publicado en vida del político y académico venezolano Rafael Caldera, al finalizar su segunda presidencia. Fue presentado el 25 de noviembre de 1999 en el Hotel Eurobuilding de Caracas.

## Resumen
Escrito a manera de ensayo, es un recuento personal sobre la historia republicana de Venezuela, desde los años finales del proceso de independencia hasta la firma del Pacto de Puntofijo en 1958. A manera de epílogo el autor hace un balance sobre el periodo democrático 1958-1998.
A lo largo de la obra, la intención de Caldera es poner en contexto el trabajo realizado en la construcción institucional del país, así como dejar a un lado las simplificaciones históricas: 

Invito a los venezolanos de buena voluntad, pero sobre todo a los jóvenes, incontaminados aún con las mezquindades y vicios de la vida política, a hacer un análisis sereno y justiciero, para que sepan valorar lo que significó sacar a Venezuela de la postración en que estuvo condenada durante más de un siglo y de la inestabilidad institucional en que todavía se encontraba, a pesar de los esfuerzos hechos desde cuando, según la muy repetida frase de Mariano Picón Salas, comenzó el siglo XX para ella, es decir a partir de 1936.

## Ediciones
La primera y segunda edición estuvieron a cargo de la editorial Panapo. Estas incluyeron en los anexos una galería de imágenes, así como: la Declaración de principios; el Programa Mínimo de Gobierno de 1958 y el discurso de Caldera en la firma de la Constitución de 1961. De allí en adelante al libro se le han sumado otras seis ediciones. En el año 2008 fue reeditado por Libros Marcados, a partir de la cual fue agregado un prólogo de Teodoro Petkoff. La sexta edición fue editada en Colombia por la Universidad Sergio Arboleda en 2010, con una salutación del expresidente Belisario Betancur.
A partir de la séptima edición, se sumaron a los anexos las palabras de Caldera como senador vitalicio ante los hechos del 27 de febrero de 1989 y de la intentona de golpe de Estado el 4 de febrero de 1992. Así como un trabajo sobre el sobreseimiento a Hugo Chávez en 1994, por Juan José Caldera. También se incorporó el «Último mensaje al país», suerte de carta de despedida del antiguo mandatario difundida al anunciarse su fallecimiento en 2009.
En diciembre de 2016, como parte de la Biblioteca Rafael Caldera, la editorial Cyngular presentó la octava edición.

## Estilo
En el libro es frecuente la utilización de notas a pie de página en las que el autor cuenta algunas de sus experiencias a lo largo de su vida política. Afirma el escritor y crítico Rafael Arráiz Lucca sobre su estilo:

En muchos sentidos es la otra cara de la moneda de su socio histórico: Rómulo Betancourt. Si el guatireño es agresivo en sus ensayos, penetrante en sus análisis y caliente en sus juicios, Caldera está tomado por un ideal de serenidad. Uno es dionisíaco, el otro apolíneo. Betancourt clava el puñal de sus ideas, Caldera no quiere herir a nadie.

Si Betancourt dice que Gómez era «un ladrón detestable», Caldera afirma que «Gómez confundía su patrimonio personal con las arcas de la República». Si uno adora el disparo, el otro el eufemismo. A lo largo de todo el libro el ideal apolíneo de Caldera se manifiesta, quiere ser justo en sus juicios. Si admite que Guzmán Blanco deja al morir una fortuna que sobrepasaba sus posibilidades lícitas, no deja de señalar el conjunto de su obra modernizadora.

El título Los causahabientes hace referencia a una obra del pintor Tito Salas, la cual fue comisionada para la residencia presidencial La Casona por Caldera en su primera administración, y a la cual el propio mandatario le dio ese nombre, como homenaje a los diferentes sucesores del poder ejecutivo en el siglo XIX venezolano.